# Innopoli
Innopoli est un incubateur d'entreprises dans le quartier d'Otaniemi à  Espoo en Finlande.

## Présentation
Innopoli est géré par l'entreprise publique Technopolis Oyj.
Situé à proximité du  campus principal de l'Université Aalto, les bâtiments d'Innopoli hébergent de nombreuses start ups du domaine des Technologies de l'information.
En 2019, les 3 bâtiments sont situés aux adresses suivantes :
- Innopoli 1, Tekniikantie 12, Espoo
- Innopoli 2, Tekniikantie 14, Espoo
- Innopoli 3, Vaisalantie 2-8, Espoo

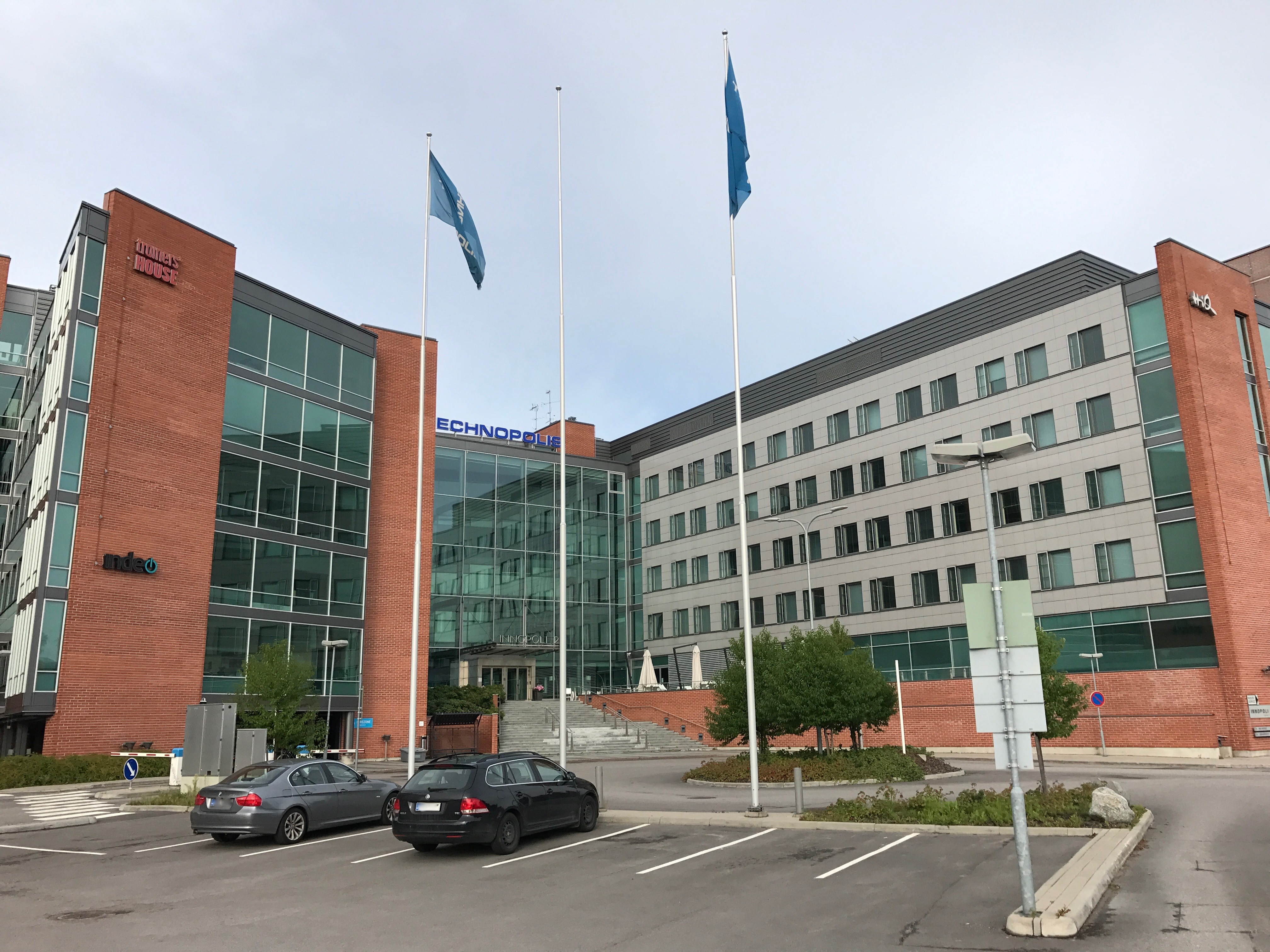
Innopoli 2.

## Transports
Innopoli est desservi par la station Université Aalto de la ligne M2 du métro d'Helsinki.
Innopoli est en bordure du Kehä I.